# Liste der Nummer-eins-Hits in Japan (1980)
Die Liste der japanischen Nummer-eins-Hits enthält die Daten vom 1. Januar bis zum 31. Dezember 1980. Die letzte Woche im Jahr fällt mit der ersten Woche des neuen Jahres zusammen. Angegeben sind die Verkaufszahlen der jeweiligen Nummer eins in ihrer Woche. Alle Angaben basieren auf den offiziellen japanischen Charts von Oricon.

## Singles
| ← 1979 ← | Liste der Nummer-eins-Hits in Japan | Liste der Nummer-eins-Hits in Japan | Liste der Nummer-eins-Hits in Japan | 1981 →                    |
| \| Zeitraum \| Wo. ges. \| Interpret \| Titel Autor(en) \| Zusätzliche Informationen \| \| (Zeitraum, Wochen auf Platz eins, Interpret, Titel, Autor[en], zusätzliche Informationen) \| \| \| \| \| \| ----------------------------------------------------------------------------------------- \| -------- \| ------------------ \| ------------------------ \| ------------------------- \| \| 10. Dezember 1979 – 27. Januar 1980 7 Wochen \| 7 \| Sayuri Kume \| Ihōjin \| – \| \| 28. Januar 1980 – 9. März 1980 6 Wochen \| 6 \| Crystal King \| Daitokai \| – \| \| 10. März 1980 – 20. April 1980 6 Wochen \| 6 \| Kaientai \| Okuru Kotoba \| – \| \| 21. April 1980 – 8. Juni 1980 7 Wochen \| 7 \| Chanels \| Runaway \| – \| \| 9. Juni 1980 – 17. August 1980 10 Wochen \| 10 \| Monta & Brothers \| Dancing All Night \| – \| \| 18. August 1980 – 28. September 1980 6 Wochen \| 6 \| Tsuyoshi Nagabuchi \| Junko/Namida no Serenade \| – \| \| 29. September 1980 – 12. Oktober 1980 2 Wochen \| 2 \| Toshihiko Tahara \| Hatto Shite! Good \| – \| \| 13. Oktober 1980 – 16. November 1980 5 Wochen \| 5 \| Seiko Matsuda \| Kaze wa Aki Iro/Eighteen \| – \| \| 17. November 1980 – 30. November 1980 2 Wochen \| 2 \| The Nolans \| Dancing Sister \| – \| \| 1. Dezember 1980 – 21. Dezember 1980 3 Wochen \| 3 \| Mayumi Itsuwa \| Koibito yo \| – \| \| 22. Dezember 1980 – 25. Januar 1981 5 Wochen \| 5 \| Masahiko Kondō \| Sneaker Blues \| – \| |                                     |                                     |                                     |                           |
| ← 1979 |                                     |                                     |                                     | → 1981 →                  |
| Zeitraum | Wo. ges.                            | Interpret                           | Titel Autor(en)                     | Zusätzliche Informationen |
| (Zeitraum, Wochen auf Platz eins, Interpret, Titel, Autor[en], zusätzliche Informationen) |                                     |                                     |                                     |                           |
| 10. Dezember 1979 – 27. Januar 1980 7 Wochen | 7                                   | Sayuri Kume                         | Ihōjin                              | –                         |
| 28. Januar 1980 – 9. März 1980 6 Wochen | 6                                   | Crystal King                        | Daitokai                            | –                         |
| 10. März 1980 – 20. April 1980 6 Wochen | 6                                   | Kaientai                            | Okuru Kotoba                        | –                         |
| 21. April 1980 – 8. Juni 1980 7 Wochen | 7                                   | Chanels                             | Runaway                             | –                         |
| 9. Juni 1980 – 17. August 1980 10 Wochen | 10                                  | Monta & Brothers                    | Dancing All Night                   | –                         |
| 18. August 1980 – 28. September 1980 6 Wochen | 6                                   | Tsuyoshi Nagabuchi                  | Junko/Namida no Serenade            | –                         |
| 29. September 1980 – 12. Oktober 1980 2 Wochen | 2                                   | Toshihiko Tahara                    | Hatto Shite! Good                   | –                         |
| 13. Oktober 1980 – 16. November 1980 5 Wochen | 5                                   | Seiko Matsuda                       | Kaze wa Aki Iro/Eighteen            | –                         |
| 17. November 1980 – 30. November 1980 2 Wochen | 2                                   | The Nolans                          | Dancing Sister                      | –                         |
| 1. Dezember 1980 – 21. Dezember 1980 3 Wochen | 3                                   | Mayumi Itsuwa                       | Koibito yo                          | –                         |
| 22. Dezember 1980 – 25. Januar 1981 5 Wochen | 5                                   | Masahiko Kondō                      | Sneaker Blues                       | –                         |